# You Suffer
"You Suffer" é uma canção da banda de grindcore britânica Napalm Death. Foi eleita pelo Guinness Book Records como a canção mais curta já gravada. e consiste na fala You suffer - but why? ("Você sofre - mas por quê?"). Algumas pessoas duvidam que eles realmente falam isso na música, pois aparentemente, é só um grito acompanhado por uma nota de guitarra.
A música foi escrita pelos membros da banda Nicholas Bullen e Justin Broadrick durante sessões para a demo do From Enslavement to Obliteration gravada em março de 1986, e que faz parte do álbum Scum, lançado em 1987. A canção alcançou status de clássico do Napalm Death, sendo executada praticamente em todos os shows da banda.
De acordo com Broadrick:
| “ | "You Suffer" foi em grande parte uma brincadeira, uma música-de-um-segundo. Totalmente retardada. É ridículo, mas é hilário. Nós tocamos a canção na frente de 30 crianças locais, tipo, todo fim de semana. Nós tocamos a canção 30 vezes. Foi muito engraçado. | ” |

Nic Bullen disse que a brevidade da música foi inspirada na canção "E!" de 1985 do Wehrmacht.
Para coincidir com o lançamento do duplo disco de Scum (março de 2007), um vídeo musical da canção foi lançado.
Alguns fãs da banda se perguntam, justamente por causa da sua duração, o porquê de a canção custar 99 centavos de dólar na loja virtual iTunes, ao invés de poder ser baixada gratuitamente.
A gravadora Earache Records lançou no dia 20 de Abril de 2013, o ‘Álbum Mais Curto do Mundo’ – disponível em vinil pela primeira vez e com a duração de apenas 83 segundos, no qual aparece a música You Suffer.
Em 2018, a música apareceu por 3 vezes em um episódio da série Silicon Valley.

## Videoclipe
Em 2007, em comemoração aos vinte anos do lançamento do álbum "Scum", o videoclipe de You Suffer foi lançado. O video mostra uma garota chorando pulando 4 vezes. Com apenas 2 segundos de duração, ele é o videoclipe mais curto já produzido na história. O recorde anterior pertencia ao videoclipe da canção Collateral Damage, da banda Brutal Truth, que dura apenas 4 segundos.